# Ministri degli affari esteri dei Paesi Bassi
I ministri degli affari esteri dei Paesi Bassi dal 1848 ad oggi sono i seguenti.

## Lista
| Ministro                      | Ministro | Ministro                                                     | Partito                                                | Governo                              | Mandato           | Mandato           |
| Ministro                      | Ministro | Ministro                                                     | Partito                                                | Governo                              | Inizio            | Fine              |
| ----------------------------- | --- | ------------------------------------------------------------ | ------------------------------------------------------ | ------------------------------------ | ----------------- | ----------------- |
| Affari esteri                 | |                                                              |                                                        |                                      |                   |                   |
|                               | G. Schimmelpenninck | Gerrit Schimmelpenninck (1794-1863)                          | Indipendente                                           | Schimmelpenninck                     | 25 marzo 1848     | 17 maggio 1848    |
|                               | Fotografia di un ritratto a figura intera di Arnold Adolf Bentinck van Nijenhuis seduto, rivolto verso l'obiettivo. Lo sguardo è rivolto a sinistra. Tiene un documento nella mano sinistra. Sebbene il barone Bentinck fosse olandese, questa fotografia proviene da un album fotografico di persone belghe. | Arnold Adolf Bentinck van Nijenhuis (1798-1868)              | Indipendente                                           | Schimmelpenninck                     | 17 maggio 1848    | 21 novembre 1848  |
|                               | Ritratto di Leonardus Antonio van Lightenvelt (1795-1873) | Leonardus Antonius Lightenvelt (1795-1873)                   | Indipendente                                           | De Kempenaer-Donker Curtius          | 21 novembre 1848  | 1º novembre 1849  |
|                               | | Herman van Sonsbeeck (1796-1865)                             | Indipendente                                           | Thorbecke I                          | 1º novembre 1849  | 16 ottobre 1852   |
|                               | | Jacob van Zuylen van Nijevelt (1816-1890)                    | Indipendente                                           | Thorbecke I                          | 16 ottobre 1852   | 19 aprile 1853    |
|                               | | Floris Adriaan van Hall (1791-1866)                          | Indipendente                                           | Van Hall-Donker Curtius              | 19 aprile 1853    | 1º luglio 1856    |
|                               | | Daniël Théodore Gevers van Endegeest (1793-1877)             | Indipendente                                           | Van der Brugghen                     | 1º luglio 1856    | 18 marzo 1858     |
|                               | | Jan Karel van Goltstein (1794-1872)                          | Indipendente                                           | Rochussen                            | 18 marzo 1858     | 23 febbraio 1860  |
|                               | | Floris Adriaan van Hall (1791-1866)                          | Indipendente                                           | Van Hall-van Heemstra                | 23 febbraio 1860  | 4 aprile 1860     |
|                               | | Julius van Zuylen van Nijevelt (1819-1894)                   | Indipendente                                           | Van Hall-van Heemstra                | 4 aprile 1860     | 14 gennaio 1861   |
|                               | | Louis Napoleon van der Goes van Dirxland (1806-1885)         | Indipendente                                           | Van Hall-van Heemstra                | 14 gennaio 1861   | 14 marzo 1861     |
|                               | | Jacob van Zuylen van Nijevelt (1816-1890)                    | Indipendente                                           | Van Zuylen van Nijevelt-van Heemstra | 14 marzo 1861     | 10 novembre 1861  |
|                               | | Martin Pascal Hubert Strens (ad interim) (1807-1875)         | Indipendente                                           | Van Zuylen van Nijevelt-van Heemstra | 10 novembre 1861  | 1º febbraio 1862  |
|                               | | Anthony Jan Lucas Stratenus (ad interim) (1807-1872)         | Indipendente                                           | Thorbecke II                         | 1º febbraio 1862  | 12 marzo 1862     |
|                               | | Paul Therèse van der Maesen de Sombreff (1827-1902)          | Indipendente                                           | Thorbecke II                         | 12 marzo 1862     | 2 gennaio 1864    |
|                               | | Willem Huyssen van Kattendijke (1816-1866)                   | Indipendente                                           | Thorbecke II                         | 2 gennaio 1864    | 15 marzo 1864     |
|                               | | Eppo Cremers (1823-1896)                                     | Indipendente                                           | Thorbecke II                         | 5 marzo 1864      | 10 febbraio 1866  |
| Fransen van de Putte          | 10 febbraio 1866 | Eppo Cremers (1823-1896)                                     | Indipendente                                           | 1º giugno 1866                       |                   |                   |
|                               | | Julius van Zuylen van Nijevelt (1819-1894)                   | Indipendente                                           | Van Zuylen van Nijevelt              | 1º giugno 1866    | 4 giugno 1868     |
|                               | | Joannes Josephus van Mulken (1796-1879)                      | Indipendente                                           | Van Bosse-Fock                       | 4 giugno 1868     | 8 giugno 1868     |
|                               | | Theodorus Marinus Roest van Limburg (1806-1887)              | Indipendente                                           | Van Bosse-Fock                       | 8 giugno 1868     | 12 dicembre 1870  |
|                               | | Joannes Josephus van Mulken (1796-1879)                      | Indipendente                                           | Van Bosse-Fock                       | 12 dicembre 1870  | 4 gennaio 1871    |
|                               | | Louis Gericke van Herwijnen (1814-1899)                      | Indipendente                                           | Thorbecke III                        | 4 gennaio 1871    | 6 luglio 1872     |
| De Vries-Fransen van de Putte | 6 luglio 1872 | Louis Gericke van Herwijnen (1814-1899)                      | Indipendente                                           | 27 agosto 1874                       |                   |                   |
|                               | | Joseph van der Does de Willebois (1816-1892)                 | Indipendente                                           | Heemskerk-van Lynden van Sandenburg  | 27 agosto 1874    | 3 novembre 1877   |
|                               | | Willem van Heeckeren van Kell (1815-1914)                    | Indipendente                                           | Kappeyne van de Coppello             | 3 novembre 1877   | 20 agosto 1879    |
|                               | | Theo van Lynden van Sandenburg (1826-1885)                   | Indipendente                                           | Van Lynden van Sandenburg            | 20 agosto 1879    | 15 settembre 1881 |
|                               | | Willem Frederik Rochussen (1832-1912)                        | Indipendente                                           | Van Lynden van Sandenburg            | 15 settembre 1881 | 23 aprile 1883    |
|                               | | Joseph van der Does de Willebois (1816-1892)                 | Indipendente                                           | Heemskerk                            | 23 aprile 1883    | 10 agosto 1885    |
|                               | | Marc Willem du Tour van Bellinchave (ad interim) (1835-1908) | Indipendente                                           | Heemskerk                            | 10 agosto 1885    | 14 settembre 1885 |
|                               | | Joseph van der Does de Willebois (1816-1892)                 | Indipendente                                           | Heemskerk                            | 14 settembre 1885 | 1º novembre 1885  |
|                               | | Abraham van Karnebeek (1836-1925)                            | Indipendente                                           | Heemskerk                            | 1º novembre 1885  | 21 aprile 1888    |
|                               | | Cornelis Hartsen (1823-1895)                                 | Indipendente                                           | Mackay                               | 21 aprile 1888    | 21 agosto 1891    |
|                               | | Gijsbert Van Tienhoven (1841-1914)                           | Indipendente                                           | Van Tienhoven                        | 21 agosto 1891    | 21 marzo 1894     |
|                               | | Joannes Coenraad Jansen (ad interim) (1840-1925)             | Unione Liberale                                        | Van Tienhoven                        | 21 marzo 1894     | 8 maggio 1894     |
|                               | | Joan Röell (1844-1914)                                       | Indipendente                                           | Röell                                | 8 maggio 1894     | 27 luglio 1897    |
|                               | | Willem Hendrik de Beaufort (1845-1918)                       | Indipendente                                           | Pierson                              | 27 luglio 1897    | 1º agosto 1901    |
|                               | | Robert Melvil van Lynden (1843-1910)                         | Partito Anti-Rivoluzionario                            | Kuyper                               | 1º agosto 1901    | 9 marzo 1905      |
|                               | | Abraham George Ellis (ad interim) (1846-1916)                | Indipendente                                           | Kuyper                               | 9 marzo 1905      | 22 aprile 1905    |
|                               | | Willem Marcus van Weede van Berencamp (1848-1925)            | Indipendente                                           | Kuyper                               | 22 aprile 1905    | 7 agosto 1905     |
|                               | | Abraham George Ellis (ad interim) (1846-1916)                | Indipendente                                           | Kuyper                               | 7 agosto 1905     | 17 agosto 1905    |
|                               | | Dirk Arnold Willem van Tets van Goudriaan (1844-1930)        | Indipendente                                           | De Meester                           | 17 agosto 1905    | 12 febbraio 1908  |
|                               | | René de Marees van Swinderen (1860-1955)                     | Indipendente                                           | Heemskerk                            | 12 febbraio 1908  | 29 agosto 1913    |
|                               | | Pieter Cort van der Linden (ad interim) (1846-1935)          | Indipendente                                           | Cort van der Linden                  | 29 agosto 1913    | 27 settembre 1913 |
|                               | | John Loudon (1866-1955)                                      | Indipendente                                           | Cort van der Linden                  | 27 settembre 1913 | 9 settembre 1918  |
|                               | | Herman van Karnebeek (1874-1942)                             | Indipendente                                           | Ruijs de Beerenbrouck I              | 9 settembre 1918  | 18 settembre 1922 |
| Ruijs de Beerenbrouck II      | 18 settembre 1922 | Herman van Karnebeek (1874-1942)                             | Indipendente                                           | 4 agosto 1925                        |                   |                   |
| Colijn I                      | 4 agosto 1925 | Herman van Karnebeek (1874-1942)                             | Indipendente                                           | 8 marzo 1926                         |                   |                   |
| De Geer I                     | 8 marzo 1926 | Herman van Karnebeek (1874-1942)                             | Indipendente                                           | 1º aprile 1927                       |                   |                   |
| De Geer I                     | |                                                              | Frans Beelaerts van Blokland (1872-1956)               | Unione Cristiana-Storica             | 1º aprile 1927    | 10 agosto 1929    |
| Ruijs de Beerenbrouck III     | 10 agosto 1929 | 20 aprile 1933                                               | Frans Beelaerts van Blokland (1872-1956)               | Unione Cristiana-Storica             |                   |                   |
| Ruijs de Beerenbrouck III     | |                                                              | Charles Ruijs de Beerenbrouck (ad interim) (1869-1944) | Partito Romano-Cattolico di Stato    | 20 aprile 1933    | 26 maggio 1933    |
|                               | | Andries Cornelis Dirk de Graeff (1872-1957)                  | Indipendente                                           | Colijn II                            | 26 maggio 1933    | 31 luglio 1935    |
| Colijn III                    | 31 luglio 1935 | Andries Cornelis Dirk de Graeff (1872-1957)                  | Indipendente                                           | 24 giugno 1937                       |                   |                   |
|                               | | Hendrikus Colijn (ad interim) (1869-1944)                    | Partito Anti-Rivoluzionario                            | Colijn IV                            | 24 giugno 1937    | 1º ottobre 1937   |
|                               | | Jacob Adriaan Nicolaas Patijn (1873-1961)                    | Indipendente                                           | Colijn IV                            | 1º ottobre 1937   | 25 luglio 1939    |
| Colijn V                      | 25 luglio 1939 | Jacob Adriaan Nicolaas Patijn (1873-1961)                    | Indipendente                                           | 10 agosto 1939                       |                   |                   |
|                               | | Eelco van Kleffens (1894-1983)                               | Indipendente                                           | De Geer II                           | 10 agosto 1939    | 3 settembre 1940  |
| Gerbrandy I                   | 3 settembre 1940 | Eelco van Kleffens (1894-1983)                               | Indipendente                                           | 27 luglio 1941                       |                   |                   |
| Gerbrandy II                  | 27 luglio 1941 | Eelco van Kleffens (1894-1983)                               | Indipendente                                           | 23 febbraio 1945                     |                   |                   |
| Gerbrandy III                 | 23 febbraio 1945 | Eelco van Kleffens (1894-1983)                               | Indipendente                                           | 25 giugno 1945                       |                   |                   |
| Schermerhorn-Drees            | 25 giugno 1945 | Eelco van Kleffens (1894-1983)                               | Indipendente                                           | 1º marzo 1946                        |                   |                   |
| Schermerhorn-Drees            | |                                                              | Herman van Roijen (1905-1991)                          | Indipendente                         | 1º marzo 1946     | 3 luglio 1946     |
|                               | | Pim van Boetzelaer van Oosterhout (1892-1986)                | Indipendente                                           | Beel I                               | 3 luglio 1946     | 7 agosto 1948     |
|                               | | Dirk Stikker (1897-1979)                                     | Partito Popolare per la Libertà e la Democrazia        | Drees-Van Schaik                     | 7 agosto 1948     | 15 marzo 1951     |
| Drees I                       | 15 marzo 1951 | Dirk Stikker (1897-1979)                                     | Partito Popolare per la Libertà e la Democrazia        | 2 settembre 1952                     |                   |                   |
|                               | | Johan Willem Beyen (1897-1976)                               | Indipendente                                           | Drees II                             | 2 settembre 1952  | 13 ottobre 1956   |
|                               | | Joseph Luns (1911-2002)                                      | Partito Popolare Cattolico                             | Drees III                            | 13 ottobre 1956   | 22 dicembre 1958  |
| Beel II                       | 22 dicembre 1958 | Joseph Luns (1911-2002)                                      | Partito Popolare Cattolico                             | 19 maggio 1959                       |                   |                   |
| De Quay                       | 19 maggio 1959 | Joseph Luns (1911-2002)                                      | Partito Popolare Cattolico                             | 24 luglio 1963                       |                   |                   |
| Marijnen                      | 24 luglio 1963 | Joseph Luns (1911-2002)                                      | Partito Popolare Cattolico                             | 14 aprile 1965                       |                   |                   |
| Cals                          | 14 aprile 1965 | Joseph Luns (1911-2002)                                      | Partito Popolare Cattolico                             | 22 novembre 1966                     |                   |                   |
| Zijlstra                      | 22 novembre 1966 | Joseph Luns (1911-2002)                                      | Partito Popolare Cattolico                             | 5 aprile 1967                        |                   |                   |
| De Jong                       | 5 aprile 1967 | Joseph Luns (1911-2002)                                      | Partito Popolare Cattolico                             | 6 luglio 1971                        |                   |                   |
|                               | | Norbert Schmelzer (1921-2008)                                | Partito Popolare Cattolico                             | Biesheuvel I                         | 6 luglio 1971     | 9 agosto 1972     |
| Biesheuvel II                 | 9 agosto 1972 | Norbert Schmelzer (1921-2008)                                | Partito Popolare Cattolico                             | 11 marzo 1973                        |                   |                   |
|                               | | Max van der Stoel (1924-2011)                                | Partito del Lavoro                                     | Den Uyl                              | 11 marzo 1973     | 19 dicembre 1977  |
|                               | | Chris van der Klaauw (1924-2005)                             | Partito Popolare per la Libertà e la Democrazia        | Van Agt I                            | 19 dicembre 1977  | 11 settembre 1981 |
|                               | | Max van der Stoel (1924-2011)                                | Partito del Lavoro                                     | Van Agt II                           | 11 settembre 1981 | 29 maggio 1982    |
|                               | | Dries van Agt (1931-2024)                                    | Appello Cristiano Democratico                          | Van Agt III                          | 29 maggio 1982    | 4 novembre 1982   |
|                               | | Hans van den Broek (1936)                                    | Appello Cristiano Democratico                          | Lubbers I                            | 4 novembre 1982   | 14 luglio 1986    |
| Lubbers II                    | 14 luglio 1986 | Hans van den Broek (1936)                                    | Appello Cristiano Democratico                          | 7 novembre 1989                      |                   |                   |
| Lubbers III                   | 7 novembre 1989 | Hans van den Broek (1936)                                    | Appello Cristiano Democratico                          | 2 gennaio 1993                       |                   |                   |
| Lubbers III                   | |                                                              | Pieter Kooijmans (1933-2013)                           | Appello Cristiano Democratico        | 2 gennaio 1993    | 22 agosto 1994    |
|                               | | Hans van Mierlo (1931-2010)                                  | Democratici 66                                         | Kok I                                | 22 agosto 1994    | 3 agosto 1998     |
|                               | | Jozias van Aartsen (1947)                                    | Partito Popolare per la Libertà e la Democrazia        | Kok I                                | 3 agosto 1998     | 22 luglio 2002    |
|                               | | Jaap de Hoop Scheffer (1948)                                 | Appello Cristiano Democratico                          | Balkenende I                         | 22 luglio 2002    | 27 maggio 2003    |
| Balkenende II                 | 27 maggio 2003 | Jaap de Hoop Scheffer (1948)                                 | Appello Cristiano Democratico                          | 3 dicembre 2003                      |                   |                   |
| Balkenende II                 | |                                                              | Ben Bot (1937)                                         | Appello Cristiano Democratico        | 3 dicembre 2003   | 7 luglio 2006     |
| Balkenende III                | 7 luglio 2006 | 22 febbraio 2007                                             | Ben Bot (1937)                                         | Appello Cristiano Democratico        |                   |                   |
|                               | | Maxime Verhagen (1956)                                       | Appello Cristiano Democratico                          | Balkenende IV                        | 22 febbraio 2007  | 14 ottobre 2010   |
|                               | | Uri Rosenthal (1945)                                         | Partito Popolare per la Libertà e la Democrazia        | Rutte I                              | 14 ottobre 2010   | 5 novembre 2012   |
|                               | | Frans Timmermans (1961)                                      | Partito del Lavoro                                     | Rutte II                             | 5 novembre 2012   | 17 ottobre 2014   |
|                               | | Bert Koenders (1958)                                         | Partito del Lavoro                                     | Rutte II                             | 17 ottobre 2014   | 26 ottobre 2017   |
|                               | | Halbe Zijlstra (1969)                                        | Partito Popolare per la Libertà e la Democrazia        | Rutte III                            | 26 ottobre 2017   | 13 febbraio 2018  |
|                               | | Sigrid Kaag (ad interim) (1961)                              | Democratici 66                                         | Rutte III                            | 13 febbraio 2018  | 7 marzo 2018      |
|                               | | Stef Blok (1964)                                             | Partito Popolare per la Libertà e la Democrazia        | Rutte III                            | 7 marzo 2018      | 25 maggio 2021    |
|                               | | Sigrid Kaag (1961)                                           | Democratici 66                                         | Rutte III                            | 25 maggio 2021    | 17 settembre 2021 |
|                               | | Tom de Bruijn (ad interim) (1948)                            | Democratici 66                                         | Rutte III                            | 17 settembre 2021 | 24 settembre 2021 |
|                               | | Ben Knapen (1951)                                            | Appello Cristiano Democratico                          | Rutte III                            | 24 settembre 2021 | 10 gennaio 2022   |
|                               | | Wopke Hoekstra (1975)                                        | Appello Cristiano Democratico                          | Rutte IV                             | 10 gennaio 2022   | 1º settembre 2023 |
|                               | | Liesje Schreinemacher (ad interim) (1983)                    | Partito Popolare per la Libertà e la Democrazia        | Rutte IV                             | 1º settembre 2023 | 5 settembre 2023  |
|                               | | Hanke Bruins Slot (1977)                                     | Appello Cristiano Democratico                          | Rutte IV                             | 5 settembre 2023  | 2 luglio 2024     |
|                               | | Caspar Veldkamp (1964)                                       | Nuovo Contratto Sociale                                | Schoof                               | 2 luglio 2024     | in carica         |

### Esplicative
1. 1 2 3 4 5 6 7 8 9  Ricopre anche la carica di Presidente del Consiglio dei ministri.
2. ↑  Ricopre anche le cariche di Presidente del Consiglio dei ministri e di Ministro delle finanze.
3. ↑  Ricopre anche la carica di Ministro degli affari del culto cattolico romano.
4. 1 2 3  Ricopre anche la carica di Ministro della Marina.
5. 1 2  Ricopre anche la carica di Ministro della guerra ad interim.
6. ↑  Ricopre anche le cariche di Presidente del Consiglio dei ministri e, dal 13 luglio 1881, Ministro delle finanze.
7. ↑  Ricopre anche la carica di Ministro della giustizia.
8. ↑  Governo in esilio dal 10 maggio 1940.
9. 1 2 3  Governo in esilio.
10. ↑  Ricopre anche la carica di Ministro presidente.
11. 1 2  Ricopre anche la carica di Viceministro presidente.
12. ↑  Con delega alla cooperazione allo sviluppo dal 23 febbraio 2010.
13. 1 2 3  Ricopre anche la carica di Ministro del commercio estero e della cooperazione allo sviluppo.
14. ↑  Ricopre anche la carica di Ministro del commercio estero e della cooperazione allo sviluppo fino al 10 agosto 2021.